# باد بیبرا
باد بیبرا (به آلمانی: Bad Bibra) یک شهر کوچک در منطقه بورگن لاند و در جنوب ایالت زاکسن-آنهالت در کشور آلمان واقع شده است.